# Diecezja Maturín
Diecezja Maturín (łac. Dioecesis Maturinensis) – diecezja Kościoła rzymskokatolickiego w Wenezueli. Należy do metropolii Ciudad Bolívar. Została erygowana 24 maja 1958 roku przez papieża Piusa XII mocą konstytucji apostolskiej Qui Supremi Pontificatus.

## Ordynariusze
- Antonio José Ramírez Salaverría (1958–1994)
- Diego Rafael Sánchez Padrón (1994–2002)
- Enrique Pérez Lavado (od 2003)